# Zygiella atrica
Zygiella atrica là một loài nhện trong họ Araneidae, là loài điển hình của chi Zygiella.
Những con cái để đạt chiều dài từ 6 đến 6,5 mm. Chiều dài của những con đực khác nhau giữa 3.5 và 5 mm. Không giống như Z. x-notata, loài này không sống trong nhà con người mà sinh sống ở bụi cây và đá.